# Kaléidoscope (pavillon)
Pour les articles homonymes, voir Kaléidoscope (homonymie).

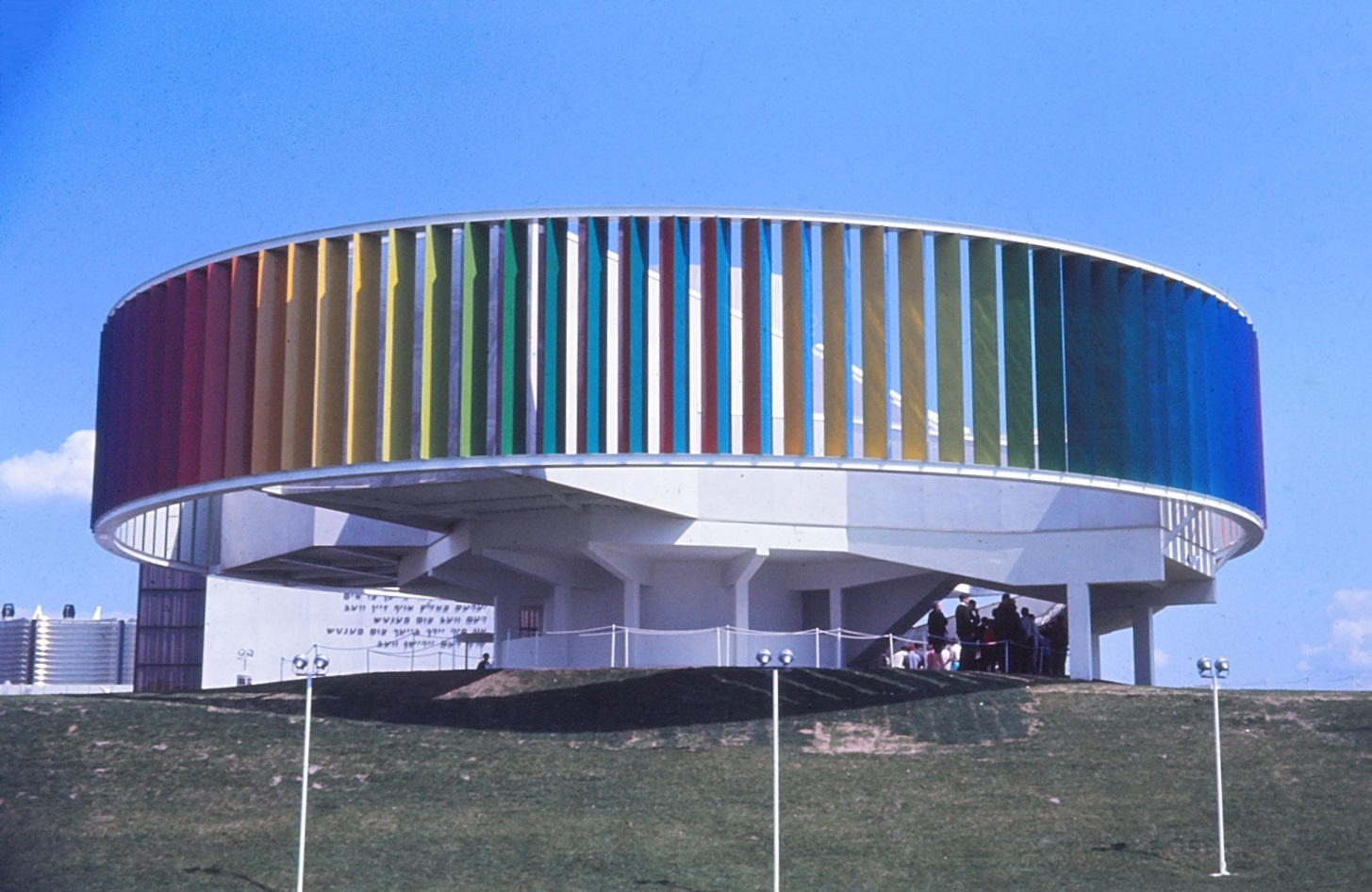
Le pavillon Kaléidoscope sur l'île Notre-Dame, 1967

Le pavillon Kaléidoscope est un ancien pavillon sponsorisé à l'exposition universelle de 1967 à Montréal, Québec, Canada.
Commandité par six entreprises canadiennes de produits chimiques et dédié au thème de la « couleur », le Kaléidoscope a été créé par l’institut de design de l’Université de Waterloo et par Morley Markson (en) et associés, un bureau de design industriel de Toronto. Conçu par architecte canadien Irving Grossman, l’extérieur du pavillon a été conçu à la manière d’un carrousel dont les 112 lamelles verticales composent un cercle chromatique tridimensionnel. À l’intérieur, les spectateurs se déplacent dans trois salles qui projettent un film de douze minutes, les images figuratives se transformant progressivement en pures couleurs abstraites. Les concepteurs créent des explorations de la couleur en la démultipliant et en l’amplifiant à l’aide de miroirs, avec musique par le compositeur R. Murray Schafer. Le pavillon peut accueillir cinquante personnes par salle toutes les cinq minutes, un total de 7200 personnes se déplaçant dans les espaces à chaque jour,,,,.